# Shinji Tanimura
Shinji Tanimura (谷村新司) (Osaka, 11 de dezembro de 1948 – 8 de outubro de 2023) foi um cantor, professor de música e compositor japonês.

## Biografia
Em 1971, Tanimura criou o grupo musical, Alice, juntamente com Takao Horiuchi, e em 1972 produziu seu primeiro álbum musical em EP. Dois anos mais tarde, eles produziram seu primeiro álbum do grupo musical.Durante este tempo, Tanimura também tinha escrito várias peças musicais para muitos cantores famosos e populares da época, incluindo Momoe Yamaguchi.
No início dos anos 1980, Tanimura começou a se mover  em direção a sua carreira de cantor e compositor e em 1981 ele cantou diversos concertos em lugares como Hong Kong, Coreia do Sul, Singapura, Tailândia e Pequim. Ele fez as gravações na divisão japonesa da gravadora Casablanca Records.
Alguns dos mais famosos cantores de Hong Kong também participaram de muitas das peças realizadas de Tanimura, incluindo Michael Kwan, Jacky Cheung, Alan Tam, Anita Mui, Tam Roman e Leslie Cheung. Ele também disse uma vez que Leslie Cheung e Alan Tam foram dois de seus amigos mais próximos de Hong Kong. Em 1984, Tanimura, juntamente com o cantor sul-coreano Cho Yong-pil e Alan Tam, criaram o Pax Musica para promover a paz mundial e o intercâmbio cultural de diferentes países.

### Carreira na China
Em 1980, depois de ter deixado o Alice, ele escreveu sua famosa canção "Subaru" "昴", e mencionou que sua inspiração veio de suas visitas a Heilongjiang na China. "Subaru" também foi gravado e lançado em japonês pelo artista ítalo-americano Romina Arena em 2001. Desde então, ele havia se envolvido ativamente na organização de apresentações para promover as relações sino-japonesas, incluindo um convite por parte dos governos japonês e chinês para organizar e realizar 30 º Grande Aniversário para celebrar as relações sino-japonesas. Em 2003, ele realizou um "concerto de música 'Ajude a China a se livrar do SARS'" e doou todas os 15.340.000 ienes que ele ganhou do concerto com a Sociedade da Cruz Vermelha da China para ajudá-los em seus esforços na luta contra a SARS. Em 2004, ele tornou-se professor da no Conservatório de Música de Xangai. Em setembro de 2007, ele planejou o concerto de amizade entre o Japão e a China, em Xangai, e ele juntou-la. O concerto foi o 35 º aniversário da normalização das relações entre o Japão e China. Ele tocou a música Sarai, etc. Em 30 de abril de 2010, ele cantou "Subaru" na Exposição Cerimônia Mundial de Abertura, em Xangai, China.

### Discografia
- Número de peças por composição própria: 370
- Número de álbuns solo: 62
- Número de álbuns musicais: 63
- Número de cópias dos álbuns vendidos: 29.796.682
- Número de concertos realizados (Japão): 3.620 （No topo da lista no Japão, até hoje）